# Tony Barone
Anthony Andrew Barone sr., detto Tony (Chicago, 20 luglio 1946 – 25 giugno 2019), è stato un allenatore di pallacanestro e dirigente sportivo statunitense, professionista nella NBA.